# Stephen J. Dubner
Stephen J. Dubner (26 de agosto de 1963 (61 años) es un escritor y periodista estadounidense, que ha escrito tres libros y tiene múltiples artículos escritos en publicaciones nacionales y regionales.

## Biografía
Stephen Dubner, (1963), nació en la zona rural de Nueva York, siendo el último de ocho hermanos. Su primera publicación fue Highlights for Children.
Nacido en 1963 en Duanesburg, New York, de Solomon Dubner y Florence Greenglass, creció como el menor de ocho hermanos. Su padre, que murió en 1973, cuando Dubner tenía 10 años, trabajaba como editor de copias en Troy Record. Dubner creció en un devoto hogar católico. Sus padres se habían convertido del judaísmo al catolicismo antes de su nacimiento, pero de adulto decidió volver al judaísmo, experiencia que narra en su primer libro, Turbulent Souls: A Catholic Son's Return to His Jewish Family.
Recibió una beca para estudiar en la Appalachian State University de Carolina del norte, de donde se graduó en 1984. En dicha universidad formó parte de la banda "The Right Profile," que firmó por Arista Records. El año 1988, se retiró de la música, enfocándose en sus habilidades para escribir. Fue después a estudiar un magíster en escritura en la Universidad de Columbia (1990), donde también fue profesor del departamento de inglés.

## Libros
- Turbulent Souls: A Catholic Son’s Return to His Jewish Family (1998) ISBN 0-380-72930-X
- Confessions of a Hero-Worshiper (2003) ISBN 0-688-17365-9
- Freakonomics, coescritor con Steven Levitt (2005) ISBN 0-06-089637-X
- The Boy With Two Belly Buttons (2006) Primer libro infantil, que debiera ser publicado a fines de año.

## Premios
- Finalista del Koret National Jewish Book Award
- Quill Award
- Candidato para el for Financial Times/Goldman Sachs Business Book of the Year award

## Artículos
- "The Economist of Odd Questions: Inside the Astonishingly Curious Mind of Steven D. Levitt"

The New York Times Magazine (2003)
- "Blackonomics at Harvard"

New York Times Magazine (2005)
- "The Silver Thief: The Story of a Burglar Who Was Too Good for His Own Good "

The New Yorker (2004)
- "Choosing My Religion"

New York Times Magazine (1996)
- "'I Don't Want To Live Long …' Ted Kaczynski, the Unabomber, Talks From Prison" Time

Time Magazine (1999)
- "The Unhappy Inheritors: Suddenly Popular, and Bursting With Shame "

New York Times Magazine (2003)
- "Life Is a Contact Sport: Where N.F.L. Rookies Learn the Facts of Life"

New York Times Magazine (2002)
- "Behaviorists at the Gate: The New Economists Have Their Say"

The New York Times (2003)
- "Steven Spielberg, in Black and White"

New York Times Magazine (1999)
- "John Unitas, Steel-Town Quarterback"

New York Times Magazine (2002)
- "Bellicose Israeli General Causes Identity Crisis Here"

New York Observer (2001)
- "The Pop Perfectionist on a Crowded Stage"

New York Times Magazine (1997)
- "Dutch Schultz's Millions"

The New Yorker (2001)
- "Looking For Heroes - and Finding Them"

New York Times (OpEd) (2001)
- "Stronger Than Steel: The Demise of Three Rivers Stadium"

New York Times Magazine (2000)
- "What Is Stephen King Trying to Prove?"

New York Times Magazine (2000)
- "Stephen Dubner recalls the cardinal as a peacemaker -- between him and his mom"

New York (2000)
- "Ricky Who?"

New York Times Magazine (1999)
- "Orthodox in an Unorthodox Place"

Las Vegas Life (2000)
- "Monkey Business: Keith Chen’s Monkey Research"

New York Times Magazine (2005)
- "The Seat-Belt Solution: How Much Good Do Car Seats Do?"

New York Times Magazine (2005)
- "Up in Smoke: Whatever Happened to Crack Cocaine?"

New York Times Magazine (2005)
- "Does the Truth Lie Within? One professor's lifetime of self-experimentation"

New York Times Magazine (2005)
- "The DNA of Dog Dirt: Can technology keep New York City scooped?"

New York Times Magazine (2005)
- "Why Vote?"

New York Times Magazine (2005)
- "What the Bagel Man Saw: An Accidental Glimpse at Human Nature"

New York Times Magazine (2005)
- "Stephen Dubner recalls the cardinal . . ."

New York Magazine (2000)
- "The Search for 100 Million Missing Women"

Slate (2005)
- "Trading Up: Where Do Baby Names Come From?"

Slate (2005)
- "A Roshanda by Any Other Name: How do babies with super-black names fare?"

Slate (2005)
- "Is There One Right Way To Be a Jew?"

Slate (1999)